# 12. Infanterie-Regiment (Reichswehr)
Das 12. Infanterie-Regiment war ein Regiment der Reichswehr mit dem Regimentsstab in Halberstadt im Wehrkreis IV.

## Geschichte
Das Regiment wurde am 1. Januar 1921 aus den Reichswehr-Schützen-Regimentern 7 und 8 sowie den Reichswehr-Jäger-Regimentern 31 und 32 des Übergangsheeres gebildet. Da es sich um einen landsmannschaftlich gemischten Verband handelte, erhielten lediglich die jeweiligen Bataillone am 29. Mai 1922 zusätzlich zu ihrem Namen die landsmannschaftliche Bezeichnung „Anhaltinisches“ bzw. „Preußisches“.
Im Zuge der Vergrößerung der Reichswehr wurde das Regiment 1934 in der ersten Aufstellungswelle geteilt und daraus das Infanterie-Regiment Halberstadt und das Infanterie-Regiment Glogau gebildet.

### Garnisonen
- Halberstadt: Regimentsstab, (Preußisches) Ausbildungs-Bataillon und 13. (MW)-Kompanie
- Dessau: I. (Anhaltisches) Bataillon mit Stab, 1. und 4. Kompanie
- Zerbst: 2. und 3. Kompanie
- Quedlinburg: II. (Preußisches) Bataillon mit Stab
- Magdeburg: III. (Preußisches) Bataillon mit Stab, Standort Angerkaserne

### Kommandeure
| Nr. | Name                         | Beginn der Berufung | Ende der Berufung |
| --- | ---------------------------- | ------------------- | ----------------- |
| 1.  | Oberst Georg Siehr           | 1. Januar 1921      | 31. Januar 1923   |
| 2.  | Oberst Rudolf Schniewindt    | 1. Februar 1923     | 31. Januar 1926   |
| 3.  | Oberst Paul Oppermann        | 1. Februar 1926     | 31. März 1928     |
| 4.  | Oberst Adolf von Brauchitsch | 1. April 1928       | 31. Januar 1929   |
| 5.  | Oberst Ivo von Trotha        | 1. Februar 1929     | 28. Februar 1932  |
| 6.  | Oberst Erich Lüdke           | 1. Februar 1932     | 31. Januar 1934   |
| 7.  | Oberst Albrecht Schubert     | 1. Februar 1934     | 5. Oktober 1936   |

## Organisation

### Verbandszugehörigkeit
Das Regiment unterstand dem Infanterieführer IV der 4. Division in Magdeburg.

### Gliederung
Das Regiment bestand neben dem Regimentsstab mit Nachrichtenstaffel aus
I. Bataillon mit Stab und Nachrichtenstaffel, hervorgegangen aus dem Reichswehr-Schützen-Regiment 8,
II. Bataillon mit Stab und Nachrichtenstaffel, hervorgegangen aus dem Reichswehr-Schützen-Regiment 7,
III. Bataillon mit Stab und Nachrichtenstaffel, hervorgegangen aus dem Reichswehr-Schützen-Regiment 8 und aus dem Reichswehr-Jäger-Regiment 32,
Ergänzungs-Bataillon, ab 23. März 1921 Ausbildungs-Bataillon, hervorgegangen aus den Reichswehr-Jäger-Regimentern 31 und 32.
Jedes Feld-Bataillon gliederte sich zu drei Kompanien zu je drei Offizieren und 161 Unteroffizieren und Mannschaften (3/161) sowie einer MG-Kompanie (4/126). Insgesamt bestand ein Bataillon aus 18 Offizieren und Beamten (einschließlich Sanitätsoffizieren) und 658 Mann.

## Bewaffnung und Ausrüstung

### Hauptbewaffnung
Die Schützen waren mit dem Karabiner K98a ausgerüstet. Jeder Zug besaß ein leichtes Maschinengewehr MG 08/15.
In den MG-Kompanien bestanden jeweils der 1. Zug aus drei Gruppen mit drei schweren Maschinengewehren MG 08 auf Lafette, vierspännig gezogen, der 2. bis 4. Zug aus drei Gruppen mit drei schweren Maschinengewehren MG 08 auf Lafette, zweispännig gezogen.
Die schwersten Waffen des Regiments waren die Minenwerfer in der 13. Kompanie. Der 1. Zug war mit zwei mittleren Werfern 17 cm, vierspännig gezogen, ausgerüstet, der 2. und 3. Zug mit drei leichten Werfern 7,6 cm, zweispännig gefahren.

## Sonstiges

### Traditionsübernahme
Das Regiment übernahm 1921 die Tradition der alten Regimenter.
- 1. Kompanie: 8. Rheinisches Infanterie-Regiment Nr. 70
- 2. Kompanie: Anhaltisches Infanterie-Regiment Nr. 93
- 3. Kompanie: 10. Lothringisches Infanterie-Regiment Nr. 174
- 4. Kompanie: Infanterie-Regiment „Hessen-Homburg“ Nr. 166
- 5. Kompanie: 4. Magdeburgisches Infanterie-Regiment Nr. 67 und 8. Thüringisches Infanterie-Regiment Nr. 153
- 6. Kompanie: 5. Hannoversches Infanterie-Regiment Nr. 165
- 7. Kompanie: 2. Ober-Elsässisches Infanterie-Regiment Nr. 171
- 8. Kompanie: 4. Thüringisches Infanterie-Regiment Nr. 72
- 9. Kompanie: Magdeburgisches Jäger-Bataillon Nr. 4 und MG-Abteilung Nr. 2
- 10. Kompanie: 3. Magdeburgisches Infanterie-Regiment Nr. 66
- 11. Kompanie: Infanterie-Regiment „Fürst Leopold von Anhalt-Dessau“ (1. Magdeburgisches) Nr. 26
- 12. Kompanie: Infanterie-Regiment „Graf Werder“ (4. Rheinisches) Nr. 30
- 13. Kompanie: Königs-Infanterie-Regiment (6. Lothringisches) Nr. 145
- 14. Kompanie: 4. Unter-Elsässisches Infanterie-Regiment Nr. 143
- 15. Kompanie: Infanterie-Regiment „Prinz Louis Ferdinand von Preußen“ (2. Magdeburgisches) Nr. 27
- 16. Kompanie: 4. Lothringisches Infanterie-Regiment Nr. 136